# Le feste d'Imeneo
Le Feste d'Imeno és una òpera en tres actes composta per Tommaso Traetta sobre un llibret italià de Carlo Frugoni. S'estrenà al Teatro Ducale de Parma el 1760.